# رولاند ليسينج
رولاند ليسينج (بالإستونية: Roland Lessing)‏ هو متسابق بياثل إستوني، ولد في 14 أبريل 1978 في تارتو في إستونيا.

## وصلات خارجية
- رولاند ليسينج على موقع IBU (الإنجليزية)
- رولاند ليسينج على موقع الاتحاد الدولي للتزلج (التزلج الريفي) (الإنجليزية)
- رولاند ليسينج على موقع اللجنة الأولمبية الدولية (الإنجليزية)
- رولاند ليسينج على موقع أوليمبيديا (الإنجليزية)